# Wageningen-Hoog
Wageningen-Hoog is een kern in de Gelderse gemeente Wageningen. De kern is grotendeels gevormd in de jaren zestig en zeventig van de 20e eeuw.
Wageningen-Hoog ligt in een bosrijke omgeving op de Zuidwest-Veluwe op een stuwwal op hoogten tussen 30 en 50 meter boven NAP. Het terrein loopt omhoog vanuit het zuidwesten naar een hoogste punt van circa 50 meter in het noordoosten. De stad Wageningen ligt lager, aan de Rijn. De plaats is opgezet met huizen met merendeels ruime tuinen in een bosrijke omgeving en is min of meer vastgegroeid aan het dorp Bennekom in de gemeente Ede.
Tussen de bebouwing van Wageningen en Wageningen-Hoog ligt de Wageningse Eng.

## Geschiedenis
In Wageningen-Hoog en omgeving zijn sporen teruggevonden die teruggaan tot het Neolithicum.
Door Wageningen-Hoog liepen begin 19e eeuw de weg van Bennekom naar Arnhem (de Keijenbergseweg), de Hartensche weg, de Hollandsche weg en het Papenpad. Het Papenpad ontleent zijn naam aan de katholieke kerkgangers, de Papen, die langs deze weg uit het protestantse Bennekom naar het katholieke Renkum gingen om er naar de kerk te gaan.
Begin 20e eeuw was de heide tot bosgebied uitgegroeid. Dit bos stond bekend als het Hertenbosch en noordelijk van de huidige Keijenbergseweg als De Fransche Kamp. In het bos werd op verschillende plekken leem opgegraven. Tegenwoordig herinneren hieraan nog verschillende leemkuilen. Langs de Zoomweg, die de grens vormde tussen het bouwland en de "woeste gronden", bevinden zich nog resten van de wildwal die het cultuurland moest afschermen voor het wild.
In 1811 was Wageningen-Hoog een heide- en bosgebied. In de eerste helft van de 20e eeuw lag langs de Buissteeg, net buiten Wageningen-Hoog, een schietbaan. Op de rand van de Eng werd aan de Hollandseweg in 1923 een wielerbaan aangelegd met een betonnen baan. Hier werden onder meer nationale baanrennen verreden. Na 1945 werd de baan omgevormd tot camping, thans uitgebreid en bekend als Recreatiepark De Wielerbaan. In het noordelijkste puntje van Wageningen-Hoog bevond zich een uitzichttoren.

## Bebouwing
In 1811 telde Wageningen-Hoog een drietal boerderijtjes. Één boerderij stond aan de Hollandsche weg waar deze tegenwoordig de Zoomweg kruist. De twee andere boerderijtjes lagen naast elkaar aan het Papenpad bij Bennekom. In de loop van de 19e eeuw bleef deze situatie vrijwel ongewijzigd. Begin 20e eeuw werd het aantal boerderijtjes aan het begin van het Papenpad uitgebreid.
Na de Tweede Wereldoorlog werden langs het Papenpad, in het noordwestelijk deel van Wageningen-Hoog, aan de Buissteeg en langs de Hartenseweg bungalows gebouwd als noodwoningen.
In de jaren zestig kreeg het zuidoostelijke deel van Wageningen-Hoog zijn huidige karakter en stratenplan. In de jaren zeventig werd ook het noordelijke deel volgebouwd. Wageningen-Hoog telt ongeveer 500 huizen en 1200 inwoners.

## ITAL
Op het landgoed Oostereng aan de Keijenbergseweg werd in 1964 het ITAL geopend, het instituut voor Toepassing van Atoomenergie in de Landbouw, een onderzoeksinstituut van de Landbouwhogeschool. Hier stond de Biologisch Agrarische Reactor Nederland (BARN). Het instituut werd in 1988 opgeheven, de reactor was reeds in 1980 buiten werking gesteld. In 1992 werd het terrein overgedragen aan Staatsbosbeheer. Pas in 2002 werd de sloop van de opstallen voltooid, waarna het terrein kon worden toegevoegd aan het omringende bos- en natuurgebied.

## Trivia
Het kombord (zie afbeelding) geeft de naam als "Wageningen Hoog". De juiste schrijfwijze van de naam is echter met een verbindingsstreepje: Wageningen-Hoog.
Wageningen-Hoog is een (CBS-)buurtnaam, die in z'n eentje ook een wijk vormt met dezelfde naam (Wijken en buurten in Wageningen). De woonplaatsnaam (postadres) voor Wageningen-Hoog is Wageningen.
Kernen: Wageningen · Wageningen-Hoog      Buurtschap: Nude

Gelderland: Steden en dorpen in Gelderland      Nederland: Provincies · Gemeenten